# Cryptographis euryzonalis
Cryptographis euryzonalis là một loài bướm đêm trong họ Crambidae.